# Cot Breuh
Cot Breuh är ett berg i Indonesien.   Det ligger i provinsen Aceh, i den västra delen av landet, 1 700 km nordväst om huvudstaden Jakarta. Toppen på Cot Breuh är 945 meter över havet, eller 53 meter över den omgivande terrängen. Bredden vid basen är 1,00 km.
Terrängen runt Cot Breuh är huvudsakligen kuperad, men österut är den bergig.Runt Cot Breuh är det ganska tätbefolkat, med 100 invånare per kvadratkilometer. I omgivningarna runt Cot Breuh växer i huvudsak städsegrön lövskog.